# 传统动画
传统动画（英語：Traditional animation），也被称为经典动画，是动画的一种表现形式，始于19世纪，流行于20世纪。传统动画制作方式以手绘为主，绘制静止但互相具有连贯性的画面，然后将这些画面（帧）按一定的速度拍摄后，制作成影像。大部分作品中的图画都是画在纸上，以及赛璐珞上进行拍摄。由于大部分的这种类型的动画作品都是用手直接的绘制作在赛璐珞上，因此传统动画也被称为手绘动画或者是赛璐珞动画（cel-animation）。在早期的传统动画作品中也有的画在黑板上或胶片上的。传统动画的制作手段在如今已经被更为现代的扫描，手写板，或者电脑技术取代。但传统动画制作的原理却一直在现代的动画制作当中延续。

## 製作過程

### 分镜
在动画实际制作拍摄前，通常会先制做分镜脚本对剧本进行画面及影像上的设计。分镜脚本是用图画来描绘故事情节以及说明影像构成的故事草图，风格类似于连环画。它将作品中的某个镜头的画面进行分解，并且标注台词，所需时间，摄像角度和推移位置，声音效果等等。将剧本视觉化，方便制作者讨论修改，避免实际制作时金钱和时间的浪费，以及各个部门，特别是动画师和导演间的参考协调。大部分的分镜都由导演亲自绘制，也可以由专业的艺术家来完成，但需要和导演之间经常性沟通。而故事板在作品最终制作之间，往往要修改许多次才能最终定稿。故事板经常用于各种影像作品的制作，因此不仅传统动画，其他的动画形式，以及电影、电视、广告的拍摄之前，都会先制作分镜脚本。

### 录音
传统的动画的制作中，特别是迪士尼的动画制作中。因为考虑到用动画去同步影片中出现的各种音乐声音等效果总是比用声音去同步动画容易，所以在动画制作之前，会先将动画中所用到的部分声音音乐进行临时录音（scratch track）。以便于在制作动画时，动作能和声音更加的协调。完整的动画声轨包括了音乐，音响效果以及对白。不过用来同步动画动作的临时录音轨上一般只需要声音，角色所唱的歌以及一些临时音乐。最终的声音音乐效果会在后期制作中添加上去。
另一种制作方式则是先制作动画，然后再后期制作时再加上动画中所使用的各种声音效果，在早期的有声动画中这种制作方式也有出现。绝大多数的美国动画至今仍然使用先录音再制作动画的方式，而日本动画则完全相反的几乎全部使用先制作动画而后录音的方式。先期录音的制作方式在早期的动画中非常适合声音效果和动画的同步，但随着后期制作技术的发展，后期录音的制作方式也可以使动画和音效达到比较好的同步。

### 樣片製作
动画影像分镜（animatics）或故事轴（story reel），类似的称呼还包括为故事影带，动样带。这是将分镜的画面配上对白基础的音效，配乐后，按真实作品的时间分配及画面顺序对故事板进行影像化，这样可以看出成品的大概样子。以便导演和动画师能够对剧本以及情节，时间设定进行审查，找出和正确的分镜不符的地方以做修改。通过这样的影像分镜，也可以较方便的对故事本身进行审查以再制作之前找出问题并解决。影像分镜一般是在分镜脚本和音效之后，在正式的动画制作开始之前做为一个初步的影像草稿。由于传统动画的制作非常的费时费力，所以要尽量的避免在最终完成作品后再进行修改。
动画影像分镜虽然在动画制作之前就被提前完成，但其中使用的草图，会随着动画制作的进度被已经制作完成的场景取代，逐步的变成成品，制作者可以通过此来对作品不断地进行检查和修改以达到满意的效果。
制作完成的影像分镜一般会让主要的制作者一起观看，来进行审查。也会播放给一些非制作者观看，用来测试观众对作品的感受是否达到了制作方所期待效果。在70年代中期，动画影像分镜和其他的影像化的故事板被统称为影像分镜（videomatics），除了用于对动画作品的预览，主要用来测试一些商业影像的可行性或者是表现方式。
早期动画制作时，在正式拍摄动画时，会使用较昂贵的Oxberry摄像机；而一般的图稿或者动画影像分镜时，则使用较便宜的莱卡机，所以动画影像分镜在早期时也被称为莱卡带（Leica reel）。

### 设计和时间设定
动画影像分镜获得通过后，分镜脚本将会分发到设计部门按故事内容进行具体设计。在一些情况下，设计工作是和分镜同时进行的。设计师会按剧本要求进行人物或道具的设计，并制作出设计图（造型表，示范表，model sheet）。 设计图上各种角色或者是物体需要画出他们的体形比例，各角度的造型。如果是人物设计还需画出各种脸部表情（高兴，生气等），以及他们使用物品等。动画师将根据设计图来绘制统一的角色或者是物品。同时为了便于动画的绘制，设计图需要尽量简化的线条以及统一的美术风格。一般人物的设计图分服饰设计图,脸部表情设计图及局部装饰设计图三种。角度通常分为正面,侧面,背面。有时为了能更好的观察和绘制，部分角色或者是物品将被雕塑成实体的模型。设计图制作完后，主要的角色将被并肩站立排列绘制在一张图上，以便区分角色的大小及高矮。在角色设计进行的同时，美术指导（art directors）会和色彩设计师（color stylists）一起决定作品的艺术风格以及色彩使用方案。
在设计进行的同时，时间设定导演（timing director）将会通过分析动画影像分镜（animatic）来决定绘画，角色的姿势和嘴型将被具体分配到哪一帧，然后制作曝光表（exposure sheet），或者称为X表（X-sheet）。曝光表上逐帧记录了连续画面的动作，对话，以及使用的音效背景音乐等，做为具体参考来帮助动画师绘制动画。如果一部作品里中包括了大量的音乐，或者作品本身就是音乐形式的动画时，则可能会使用音乐的小节表（bar sheet）来代替曝光表，使动作以及台词和音乐更好的同步。小节表上往往会标上乐谱。

### 构图
构图（layout），或者称布局，一般在各种设计完成并得到导演认可通过后进行。布局的过程类似于一个电影摄像师用摄像机进行摄像。背景构图师需要分析某一场景如何运镜取景，透视角度，背景的所需的大小尺寸，以及画面所需的光线和阴影。角色构图师则需要设计并绘制出角色的比例，位置，动向，以及该场景中角色所需要表现的姿势造型，并依对白增加角色姿势，通常这些姿势都有一些代表性，可以较清楚的表达出场景的内容。在一些短片动画中，角色构图师往往由导演来担当。
一般来说，构图师所做的是分为多层的黑白图稿，包括人物，特效及背景。人物和特效需要标出在背景中的大小比例，位置及关键的动态。背景层中需要空间场景，道具布置,前景，需要多大的画面（画出镜头的安全框）以外，会再绘制一张光线阴影的示意图，提示背景师背景所需的气氛，光影，质感以及光源的位置。如果该场景中的角色有纵深的动作，则还需绘制出动画师所需的背景透视表（透视网格），并且视镜头需要，背景将按透视远近绘制成数层。
构图完成后，会根据X表将其再次的制作成影像镜分镜，让制作者对作品进行再次审核。

### 动画
动画的制作在由构图制作的影像分镜通过后进行。动画师在纸上画出场景所需的每一帧。绘画所使用的纸上通常会带有孔，用来将其固定在定位尺（peg bar）上。关键帧动画师（key animator）或者主动画师（lead animator）通过构图来绘制场景中的关键帧。关键帧是绘有动画重点动作的画面。比如一个角色跳过池塘的场景中，关键帧动画师将绘出角色起跳，跃过池塘和着陆的这些主要的画面，同时并决定关键帧之间需要多少其他一般帧。
对于前期配音的动画来说，动画师在绘制动画帧时需要注意所绘帧要和已经录制的音效保持同步。所以精确的校正动画帧的时间就变得非常重要。因为如果帧和音效间没有很好的吻合，最终会影响到观众的观看。在一些高成本的动画作品中，动画师需要花大量的精力让角色在说话时，嘴型能和他所发出的声音吻合。
在制作场景动画时，动画师（原画师，animator）通常会对该场景中的动画进行一次铅笔稿的试拍（线拍，线稿检查，Pencil test），线拍是一个动画场景最终形态的初期形式，类似于一个样片。通过将该场景动画的关键帧制作成简单的影像，然后配上基本的音效。用来测试该场景中的动画的动作是否流畅，角色是否产生了变形，音效是否合拍。一般动画师通过线拍来对自己的工作进行审查并做出相应的修改，然后再将该场景动画的完善工作交给助理动画师（assistant animators），由他们来添加细节或补充遗漏的帧。在助理动画师完成这一工作后，将再对该场景的动画进行线拍审查并做相应的修改。在通过审查和修改后，主动画师（lead animator）会将线拍的样片交由导演或者制片以及其他的创造人员一起进行审查。这个阶段有点类似于分镜制作阶段。动画师通常会对一个场景做出数次修改，直到导演满意。
铅笔稿的审查也被称为"Sweatbox"，这个词通常认为起源于迪士尼，因为迪士尼公司的创始人华特·迪士尼在一个被称为“汗屋”（Sweat box）的房间里和动画师一起观看铅笔稿的样片并提出修改建议。一种说法是认为，观看样片的房间窄小闷热，所以被称为“汗屋”。也有说法认为动画师担心华特·迪士尼对样片的反应而紧张地流汗。如今这个词的意思则是动画的样片或是完成清稿上色的半成品准备提交导演审查通过。
在一些成本较高的动画作品中，主要角色的动画将会有专门的动画师，或是由动画师组成的专门小组来完成。小组由一个动画监制（supervising animator）,几个主动画师（lead animator），和若干助理动画师（assistant animators）组成。如果一个动画场景中需要两个或多个角色进行互动，那么负责各角色的主动画师会先在一起讨论该场景中哪个角色担当主角（leading），然后先完成担当主要戏份角色的动画。较为次要角色的动画将配合“主角”的动作来绘制。
当铅笔稿试拍审查通过后，主动画师（lead animator）将会把该动画交由清稿部门（clean-up department）重新整理。这个部门主要对已制作的动画进行画面上的清理，修形和重整，以及绘制间隔帧。这个部门主要是由清稿动画师（clean-up animators）和间隔帧（补间）动画师 （inbetweeners）组成。前者主要对通过铅笔稿审查的动画进行清理和重新临摹,使画面更为统一，让整部作品的角色和场景在最终放映时给人有如出自一人之手绘制的感觉。后者间隔帧动画师则绘制动画中需要的间隔动画帧，也就是两个关键帧（key frame）中间的帧。使其成为真正的动画。这个过程被称为补间（间隔补完，tweening）。当清稿部门对场景重新整理完成后，会再次进行铅笔试拍审查（pencil test）。

### 上色和摄影
最好用扫描仪，将手绘的图片转换为数字图像。